# Visionary: The Video Singles
Visionary: The Video Singles là tập hợp 20 đĩa đơn hay nhất trong sự nghiệp của ca sĩ người MỹMichael Jackson, phát hành tại Châu Âu giữa ngày 20 tháng 2 năm 2006 và 26 tháng 6 năm 2006, và được phát hành tại Mỹ vào ngày 14 tháng 11 năm 2006.

## Danh sách ca khúc
| Thriller | Thriller                | Thriller   |
| STT      | Nhan đề                 | Thời lượng |
| -------- | ----------------------- | ---------- |
| 1.       | "Remixed Short Version" | 4:09       |
| 2.       | "Album Version"         | 5:58       |

| Don't Stop 'til You Get Enough | Don't Stop 'til You Get Enough | Don't Stop 'til You Get Enough |
| STT                            | Nhan đề                        | Thời lượng                     |
| ------------------------------ | ------------------------------ | ------------------------------ |
| 1.                             | "7" Edit"                      | 3:59                           |
| 2.                             | "12" Edit"                     | 5:52                           |

| Rock with You | Rock with You           | Rock with You |
| STT           | Nhan đề                 | Thời lượng    |
| ------------- | ----------------------- | ------------- |
| 1.            | "7" Edit"               | 3:23          |
| 2.            | "Masters at Work Remix" | 5:33          |

| Billie Jean | Billie Jean     | Billie Jean |
| STT         | Nhan đề         | Thời lượng  |
| ----------- | --------------- | ----------- |
| 1.          | "Album Version" | 4:54        |
| 2.          | "12" Version"   | 6:23        |

| Beat It | Beat It          | Beat It    |
| STT     | Nhan đề          | Thời lượng |
| ------- | ---------------- | ---------- |
| 1.      | "Album Version"  | 4:18       |
| 2.      | "Moby's Sub Mix" | 6:11       |

| Bad | Bad                               | Bad        |
| STT | Nhan đề                           | Thời lượng |
| --- | --------------------------------- | ---------- |
| 1.  | "7" Mix"                          | 4:07       |
| 2.  | ""False Fade" Extended Dance Mix" | 8:23       |

| The Way You Make Me Feel | The Way You Make Me Feel | The Way You Make Me Feel |
| STT                      | Nhan đề                  | Thời lượng               |
| ------------------------ | ------------------------ | ------------------------ |
| 1.                       | "7" Edit"                | 4:26                     |
| 2.                       | "Extended Dance Mix"     | 7:53                     |

| Dirty Diana | Dirty Diana     | Dirty Diana |
| STT         | Nhan đề         | Thời lượng  |
| ----------- | --------------- | ----------- |
| 1.          | "Album Version" | 4:41        |
| 2.          | "Instrumental"  | 4:41        |

| Smooth Criminal | Smooth Criminal      | Smooth Criminal |
| STT             | Nhan đề              | Thời lượng      |
| --------------- | -------------------- | --------------- |
| 1.              | "7" Edit"            | 4:11            |
| 2.              | "Extended Dance Mix" | 7:37            |

| Leave Me Alone | Leave Me Alone                            | Leave Me Alone |
| STT            | Nhan đề                                   | Thời lượng     |
| -------------- | ----------------------------------------- | -------------- |
| 1.             | "Album Version"                           | 4:39           |
| 2.             | "Another Part of Me (Extended Dance Mix)" | 6:17           |

| Black or White | Black or White                            | Black or White |
| STT            | Nhan đề                                   | Thời lượng     |
| -------------- | ----------------------------------------- | -------------- |
| 1.             | "Single Version"                          | 3:21           |
| 2.             | "Clivilles & Cole House Guitar Radio Mix" | 3:49           |

| Remember the Time | Remember the Time   | Remember the Time |
| STT               | Nhan đề             | Thời lượng        |
| ----------------- | ------------------- | ----------------- |
| 1.                | "7" Remix"          | 3:55              |
| 2.                | "New Jack Jazz Mix" | 5:05              |

| In the Closet | In the Closet | In the Closet |
| STT           | Nhan đề       | Thời lượng    |
| ------------- | ------------- | ------------- |
| 1.            | "7" Edit"     | 4:47          |
| 2.            | "Club Mix"    | 8:00          |

| Jam | Jam             | Jam        |
| STT | Nhan đề         | Thời lượng |
| --- | --------------- | ---------- |
| 1.  | "7" Edit"       | 4:10       |
| 2.  | "Silky 12" Mix" | 6:26       |

| Heal the World | Heal the World      | Heal the World |
| STT            | Nhan đề             | Thời lượng     |
| -------------- | ------------------- | -------------- |
| 1.             | "7" Edit"           | 4:32           |
| 2.             | "Will You Be There" | 5:21           |

| You Are Not Alone | You Are Not Alone  | You Are Not Alone |
| STT               | Nhan đề            | Thời lượng        |
| ----------------- | ------------------ | ----------------- |
| 1.                | "Radio Edit"       | 4:34              |
| 2.                | "Classic Club Mix" | 7:36              |

| Earth Song | Earth Song                         | Earth Song |
| STT        | Nhan đề                            | Thời lượng |
| ---------- | ---------------------------------- | ---------- |
| 1.         | "Radio Edit"                       | 5:02       |
| 2.         | "Hani's Extended Radio Experience" | 4:32       |

| They Don't Care About Us | They Don't Care About Us                  | They Don't Care About Us |
| STT                      | Nhan đề                                   | Thời lượng               |
| ------------------------ | ----------------------------------------- | ------------------------ |
| 1.                       | "LP Edit"                                 | 4:09                     |
| 2.                       | "Love to Infinity's Walk In The Park Mix" | 7:18                     |

| Stranger in Moscow | Stranger in Moscow        | Stranger in Moscow |
| STT                | Nhan đề                   | Thời lượng         |
| ------------------ | ------------------------- | ------------------ |
| 1.                 | "Radio Edit"              | 5:22               |
| 2.                 | "Tee's In-House Club Mix" | 6:22               |

| Blood on the Dance Floor | Blood on the Dance Floor | Blood on the Dance Floor |
| STT                      | Nhan đề                  | Thời lượng               |
| ------------------------ | ------------------------ | ------------------------ |
| 1.                       | "Album Version"          | 4:14                     |
| 2.                       | "Fire Island Vocal Mix"  | 8:55                     |

## Remix EP
Ra đời ngày 21 tháng 2 năm 2006,Visionary Remixes - EP được bán tại cửa hàng UKitunes.
| Visionary Remixes - EP | Visionary Remixes - EP                     | Visionary Remixes - EP |
| STT                    | Nhan đề                                    | Thời lượng             |
| ---------------------- | ------------------------------------------ | ---------------------- |
| 1.                     | "Stranger in Moscow (Hani's Num Club Mix)" | 10:18                  |
| 2.                     | "In the Closet (The Mission Mix)"          | 9:24                   |
| 3.                     | "Smooth Criminal ("Annie" Mix)"            | 5:36                   |
| 4.                     | "This Time Around (D.M. Club Mix)"         | 10:21                  |

## Mức tiêu thụ của các đĩa đơn
Chú ý: Trong ngoặc là thứ hạng của đĩa đơn khi phát hành lần đầu
| Phát hành ngày      | Tên                                 | UK                                   | Úc        | Tây Ban Nha |
| 20 tháng 2 năm 2006 | "Thriller" (với phiên bản giới hạn) | Không đủ điều kiện để xếp hạng (#10) | #55 (#4)  | #1 (#1)     |
| 20 tháng 2 năm 2006 | "Don't Stop 'til You Get Enough"    | #17 (#3)                             | #66 (#1)  | #2          |
| 27 tháng 2 năm 2006 | "Rock with You"                     | #15 (#7)                             | #55 (#4)  | #1          |
| 6 tháng 3 năm 2006  | "Billie Jean"                       | #11 (#1)                             | #58 (#1)  | #1 (#1)     |
| 13 tháng 3 năm 2006 | "Beat It"                           | #15 (#3)                             | #66 (#2)  | #1          |
| 20 tháng 3 năm 2006 | "Bad"                               | #16 (#3)                             | #91 (#4)  | #1 (#1)     |
| 27 tháng 3 năm 2006 | "The Way You Make Me Feel"          | #17 (#3)                             | #79 (#5)  | #1 (#2)     |
| 3 tháng 4 năm 2006  | "Dirty Diana"                       | #17 (#4)                             | #60 (#26) | #1 (#22)    |
| 10 tháng 4 năm 2006 | "Smooth Criminal"                   | #19 (#8)                             | #88 (#29) | #1 (#1)     |
| 17 tháng 4 năm 2006 | "Leave Me Alone"                    | #15 (#2)                             | #68 (#37) | #1 (#5)     |
| 24 tháng 4 năm 2006 | "Black or White"                    | #18 (#1)                             | #56 (#1)  | #2 (#1)     |
| 1 tháng 5 năm 2006  | "Remember the Time"                 | #22 (#3)                             | #72 (#6)  | #2 (#3)     |
| 8 tháng 5 năm 2006  | "In the Closet"                     | #20 (#8)                             | #68 (#5)  | #2 (#9)     |
| 15 tháng 5 năm 2006 | "Jam"                               | #22 (#13)                            | #60 (#11) | #1          |
| 22 tháng 5 năm 2006 | "Heal the World"                    | #27 (#2)                             | #63 (#20) | #1          |
| 29 tháng 5 năm 2006 | "You Are Not Alone"                 | #30 (#1)                             | #65 (#7)  | #1          |
| 5 tháng 6 năm 2006  | "Earth Song"                        | #34 (#1)                             | #67 (#15) | #1 (#1)     |
| 12 tháng 6 năm 2006 | "They Don't Care About Us"          | #26 (#4)                             | #75 (#16) | #2 (#11)    |
| 19 tháng 6 năm 2006 | "Stranger in Moscow"                | #22 (#4)                             | #65 (#14) | #1 (#1)     |
| 26 tháng 6 năm 2006 | "Blood on the Dance Floor"          | #19 (#1)                             | (#5)      | #1 (#1)     |